# Brian Schmidt
Brian P. Schmidt, född 24 februari 1967 i Missoula i Montana, är en australiensisk-amerikansk astrofysiker vid Mount Stromlo Observatory i Australien. Han är mest känd för sin forskning om universums expansionstakt med hjälp av supernovor. 2011 tilldelades han Nobelpriset i fysik tillsammans med Adam Riess och Saul Perlmutter.
Brian Schmidt är filosofie doktor vid Harvard University och professor vid Australian National University i Australien. Schmidt ledde tillsammans med Adam Riess High-z Supernova Search Team, den ena av de två forskargrupper som samtidigt 1998 fann att universums expansion föreföll att accelerera.  Denna upptäckt gav upphov till hypotesen om mörk energi. Upptäckten utnämndes till "Breakthrough of the Year" av tidskriften Science 1998.